# Striketober

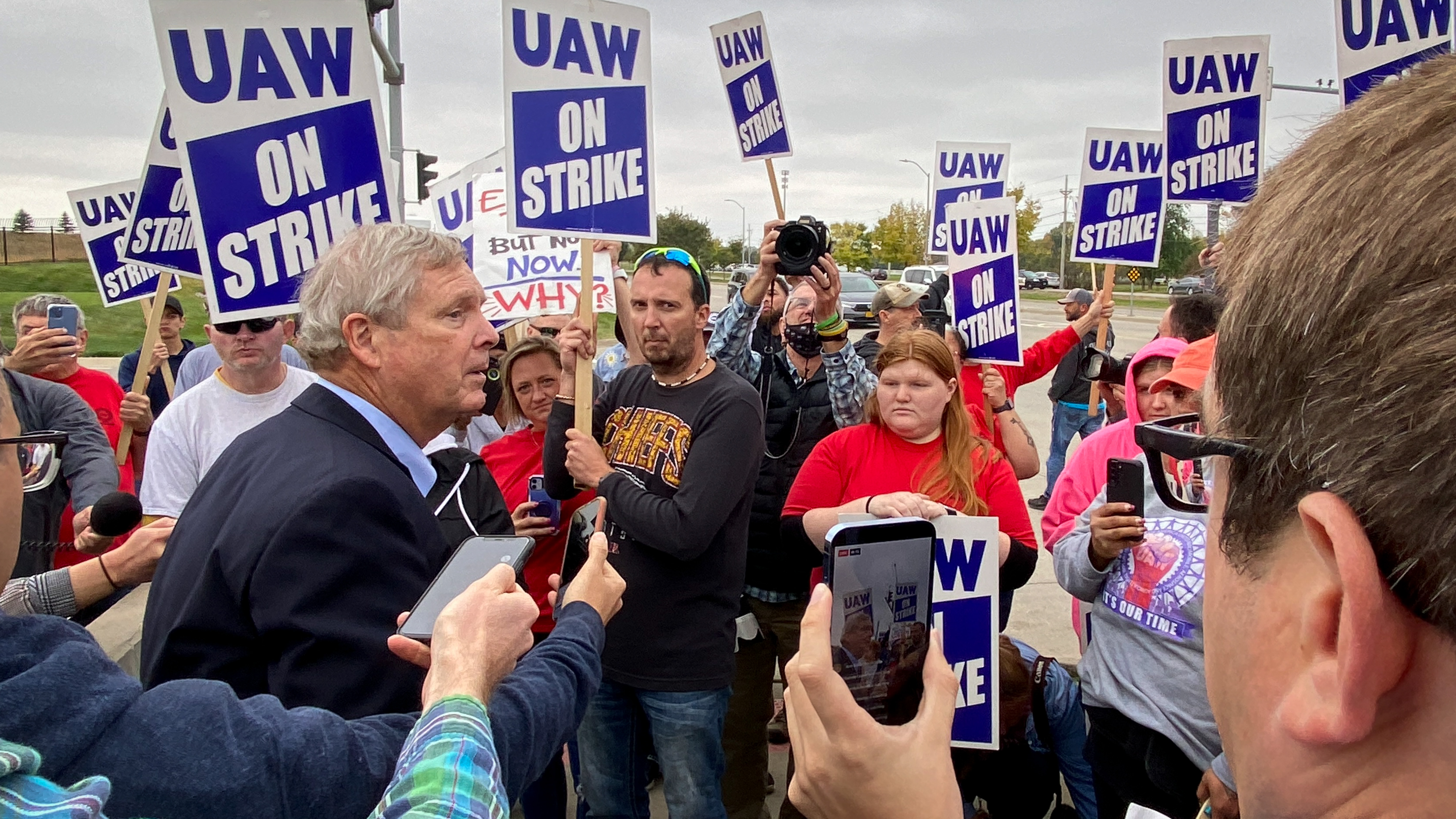
Secretário da Agricultura dos Estados Unidos, Tom Vilsack, reunido com trabalhadores em greve da John Deere.

Striketober é a onda de greves trabalhistas em outubro de 2021 nos Estados Unidos no contexto das greves durante a pandemia COVID-19. Durante o mês, mais de 100.000 trabalhadores nos Estados Unidos participaram ou se prepararam para as greves em um dos maiores aumentos do trabalho organizado no século XXI.
O movimento sindical ocorreu à medida que os trabalhadores obrigados a trabalhar longas horas por baixos salários observavam as empresas obtendo lucros crescentes, enquanto a desigualdade de renda nos Estados Unidos se intensificava. Devido à escassez de trabalho da grande renúncia - o que alguns economistas descreveram como uma greve geral - os trabalhadores tiveram uma vantagem sobre as empresas que necessitaram de trabalho adicional.

## Contexto
A classe média americana foi criada devido ao trabalho organizado, de acordo com o historiador americano Michael Beschloss. No início do século XX, os trabalhadores americanos faziam greve em tempos de mudança econômica ou crise para ganhar direitos e salários mais altos. Nos quarenta anos anteriores a Striketober, o trabalho organizado vinha diminuindo nos Estados Unidos à medida que as políticas governamentais e as empresas lutavam contra os movimentos trabalhistas. Beschloss afirmou que desde a administração republicana do presidente Ronald Reagan na década de 1980, o sindicalismo perdeu seu poder de barganha nos locais de trabalho. A demissão pelo presidente Reagan de 12.000 controladores de tráfego aéreo que participaram da greve da Organização de Controladores de Tráfego Aéreo Profissionais (PATCO) foi "o início da guerra contra o trabalho organizado neste país", de acordo com Beschloss. Na década de 1990, o Partido Democrata também começou a se distanciar do trabalho organizado enquanto buscava financiamento de campanha de corporações.
Durante o período em que a participação no trabalho organizado diminuiu, os salários do trabalhador médio permaneceram estagnados, enquanto os chefes e CEOs receberam participações maiores dos lucros da empresa; ao mesmo tempo, o lucro das empresas aumentou muito.

### Causas
Striketober começou em meio à Grande Renúncia, uma escassez de mão de obra que ocorreu durante a pandemia da COVID-19 devido aos baixos salários existentes, o que alguns economistas descreveram como uma greve geral. O Nova York escreveu que a causa da crise era clara; “Os trabalhadores americanos são explorados e já estão fartos”. Com o passar do tempo durante a pandemia, as empresas continuaram a restringir os salários mais altos de seus trabalhadores, como faziam há décadas. Os trabalhadores começaram a organizar e participar de greves à medida que os lucros das empresas aumentavam e a desigualdade de renda nos Estados Unidos aumentava.
Os trabalhadores americanos - muitos recebendo baixos salários e sendo descritos como "essenciais" durante a pandemia de COVID-19 - foram forçados a trabalhar horas extras em condições de falta de pessoal e salários insuficientes. Kate Bronfenbrenner, chefe de pesquisa em educação para o trabalho na Escola de Relações Industriais e Trabalhistas (ILR) da Universidade Cornell, explicou: "O Covid foi um alerta, porque não era só você poder se machucar no trabalho, mas ir para o trabalho poderia matar você. . . . Os trabalhadores estão se sentindo como se estivessem trabalhando mais duro do que nunca e se colocaram lá durante a Covid e arriscaram suas vidas pelo quê?" A professora da Universidade da Califórnia em Berkeley, Catherine Fisk, concordou com a declaração de Bronfenbrenner, dizendo: "No lado dos salários baixos, esses trabalhadores eram essenciais. Eles enfrentavam altas taxas de mortalidade, mas não podiam pagar por moradia ou saúde ", disse Fisk. “Agora existe esse ativismo nascido do desespero”.
A diretora de política e assuntos governamentais, Celine McNicholas, do Economic Policy Institute, disse que os trabalhadores perceberam que a pandemia COVID expôs as péssimas condições de trabalho nos Estados Unidos e que "os trabalhadores estão realmente em um sistema que está fortemente armado contra eles" desde as empresas pode violar os direitos dos funcionários de acordo com os regulamentos governamentais atuais.
O reitor do ILR da Cornell, Alex Colvin, disse que, devido à escassez de mão de obra que as empresas enfrentam, os trabalhadores têm o potencial de exercer mais influência sobre os negócios fazendo greve, pois os funcionários seriam mais difíceis de substituir.

## Linha do tempo
Durante o período Striketober, trabalhadores de várias origens, incluindo manufatura, cinema, saúde e outros, começaram a se organizar e participar de greves trabalhistas. O diretor de comunicações da AFL-CIO, Tim Schlittner, disse que as greves continuariam em 2022 através das eleições de meio de mandato nos Estados Unidos.
Em 15 de outubro, mais de 100.000 trabalhadores estavam em greve ou se preparando para entrar em greve. ABC News relatou em 22 de outubro que 43 de 255 greves, ou cerca de 17% das greves em 2021, ocorreram em outubro. Isso é comparado a 54 greves relatadas em todo o ano de 2020.

### Hollywood
Cerca de 60.000 trabalhadores da indústria do entretenimento estavam prestes a entrar em greve no dia 18 de outubro. No entanto, a Aliança Internacional de Funcionários de Palco Teatral (IATSE) conseguiu chegar a um acordo provisório com os produtores de Hollywood para melhores condições de trabalho e remuneração, evitando a greve.

### Greve na Nabisco
A primeira grande greve que ocorreu pouco antes de Striketober foi a greve da Nabisco, quando o Sindicato Internacional dos Trabalhadores de Panificação, Confeitaria, Tabaco e Grãos (SITPCTG) discordou de um acordo trabalhista existente com a Nabisco. A greve resultou em salários mais altos dos trabalhadores, um bônus de US $5.000, aumento das contribuições de 401 (k) da Nabisco e o bloqueio de um sistema de pagamento diferenciado proposto pelos trabalhadores.

### Primeiras greves
Em 1 ° de outubro, a greve de 2021 no Mercy Hospital em Buffalo, Nova York, começou quando centenas de enfermeiras pertencentes ao Communications Workers of America não chegaram a um acordo com a Catholic Health. No mesmo dia, 450 trabalhadores da Special Metals Corporation começaram uma greve em Huntington, West Virginia.

### Greve na Kellogg
A primeira greve em grande escala a ocorrer durante Striketober foi a greve de 2021 na Kellogg, com cerca de 1.400 começanda greve em 4 de outubro. Os trabalhadores da SITPCTG empregados pela Kellogg's discordaram dos benefícios aos empregados apresentados em um novo contrato de trabalho. Os trabalhadores exigem o fim do sistema de dois níveis de trabalhadores "legado" e "transitório", o que os deixa com uma grande diferença salarial, longas semanas de trabalho, horas extras obrigatórias e baixo pagamento de férias.

### Greve na John Deere
Em 14 de outubro de 2021, a greve da John Deere começou quando os trabalhadores pertencentes ao United Auto Workers não chegaram a um acordo com a John Deere sobre aumento de salários, pensões e remoção de uma estrutura hierárquica de funcionários. Um total de cerca de 10.000 trabalhadores da John Deere participaram da greve.

### Greves na saúde
Nos Estados Unidos, as condições perigosas de trabalho, o esgotamento ocupacional e a insatisfação geral entre os profissionais de saúde resultaram na escassez de pessoal hospitalar. A falta de pessoal foi relatada antes da pandemia COVID e piorou em meio à pandemia.
Na Califórnia, milhares de profissionais de saúde começaram ou planejavam entrar em greve devido à falta de pessoal em cerca de um em cada três hospitais em todo o estado. A falta de pessoal foi agravada pela maior demanda devido à pandemia de COVID. Os sindicatos que representam os trabalhadores da saúde relataram que as unidades de saúde contrataram pessoal itinerante, como enfermeiras de viagem, para preencher cargos com falta de pessoal e pagaram salários mais elevados aos funcionários que viajam.

### Greves no McDonald's
Trabalhadores do McDonald's em dez cidades dos Estados Unidos anunciaram uma greve para começar em 26 de outubro em protesto contra incidentes de assédio sexual que supostamente ocorreram em vários locais. Os apoiadores da luta pelo salário de US$15 e outros incentivaram os trabalhadores do McDonald's a fundar sindicatos enquanto participavam da greve.

### Greves no ensino superior
Trabalhadores estudantes de graduação na Columbia University e Harvard University, ambos membros do United Auto Workers, votaram para começar a greve em outubro de 2021 em resposta à estagnação na mesa de negociações. Trabalhadores pertencentes ao Student Workers of Columbia citaram a incapacidade da universidade de chegar a um primeiro contrato após dois anos de negociação coletiva, incluindo cláusulas como salário mínimo, proteção contra assédio e seguro dentário, como obrigando à greve. Em Harvard, os trabalhadores começaram uma greve de três dias em 27 de outubro como parte de um esforço para negociar um contrato mais forte. A Harvard Graduate Students Union já havia assinado um contrato de um ano com a universidade, que muitos membros consideraram inadequado.

### Outras ações
Em Staten Island, Nova York, trabalhadores da Amazon armazéns organizaram a Amazon Labor Union (ALU) e começaram seu processo de registro junto ao National Labor Relations Board, a fim de obter o reconhecimento. A ALU se organizou para conseguir salários mais altos, condições de trabalho mais seguras e mais tempo de férias. Kelly Nantel, porta-voz da Amazon, compartilhou oposição a uma potencial sindicalização, dizendo que a empresa "fez um grande progresso nos últimos anos e meses em áreas importantes como pagamento e segurança".

## Efeitos
Striketober chamou mais atenção para a proposta da Lei de Proteção ao Direito de Organizar (PRO Act). Bronfenbrenner disse que a aprovação da Lei PRO ajudaria a proteger os trabalhadores em greve de serem demitidos por empresas.

## Opinião pública
Na época do Striketober, o Yahoo! Notícias notou que o apoio aos sindicatos estava em seu nível mais alto desde 1965, citando uma pesquisa Gallup de setembro de 2021 que mostrou que 68 por cento dos entrevistados americanos apoiavam os sindicatos de trabalhadores.

## Reações
O presidente Joe Biden disse que apóia o direito do trabalhador à greve, mas que "não vai entrar na negociação". Funcionários da Casa Branca também disseram que Biden queria deixar os trabalhadores e seus empregadores para resolver suas próprias disputas trabalhistas.